# Zgrupowanie „Gurt”

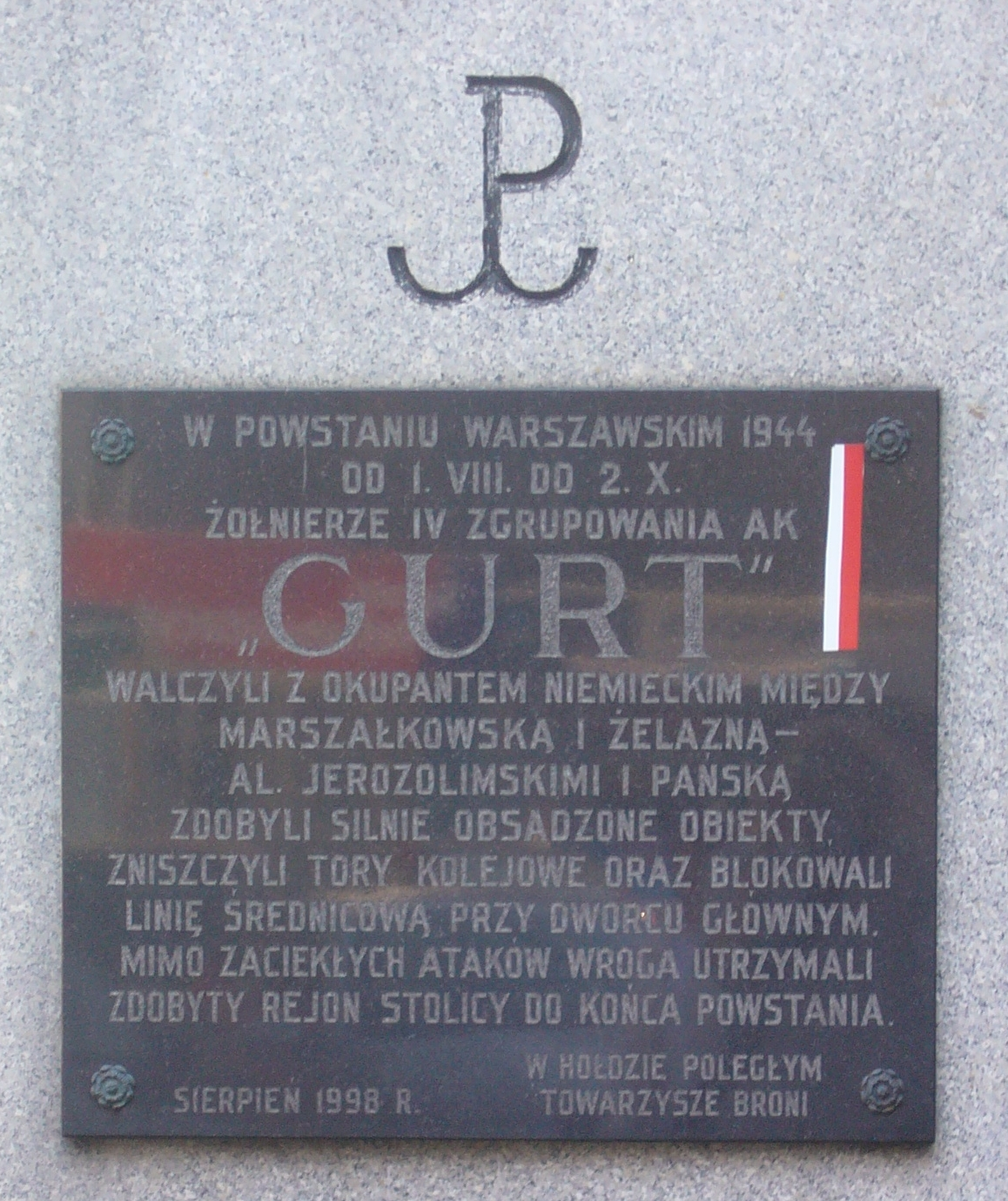
Tablica upamiętniająca walki zgrupowania AK Gurt przy ul. Złotej

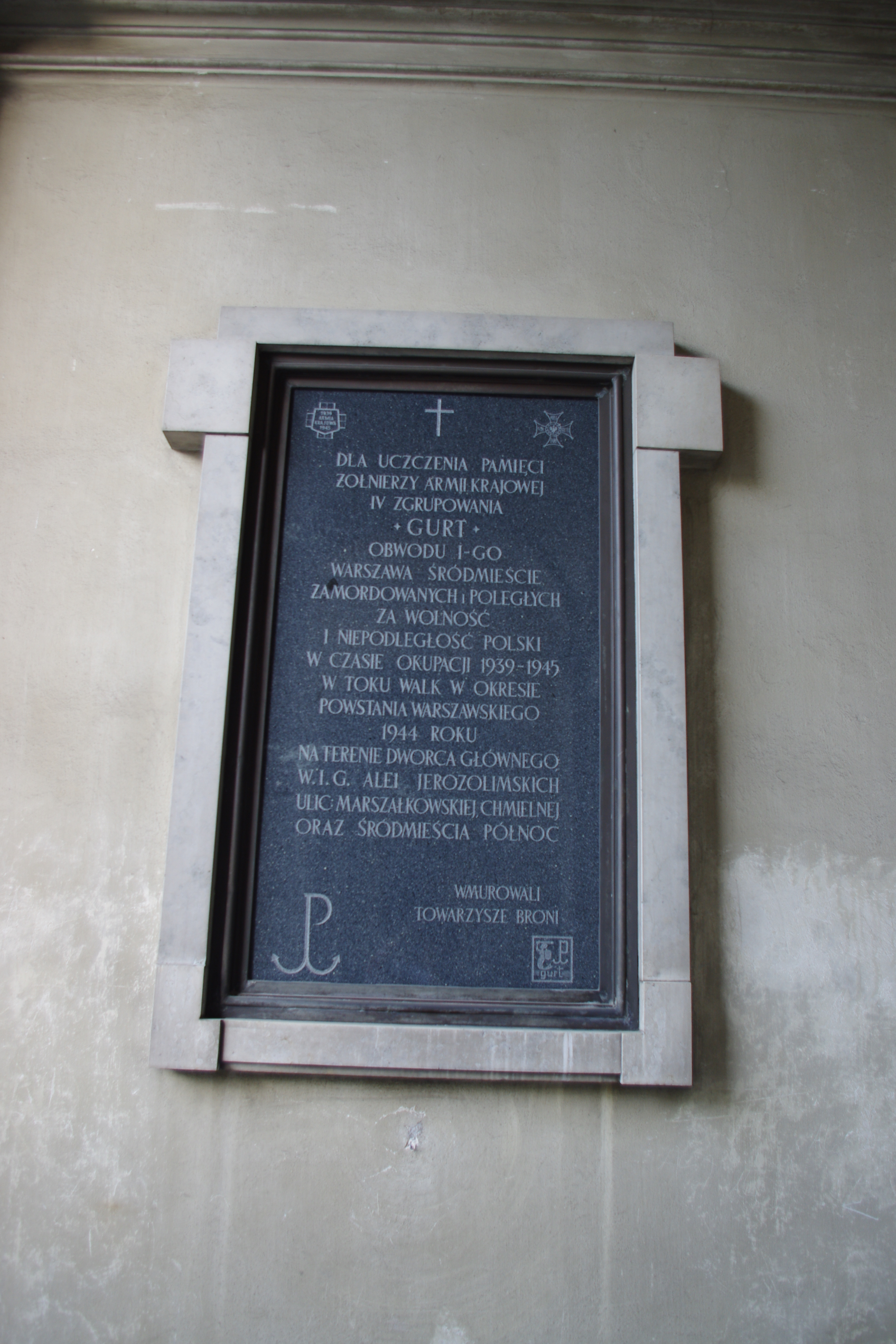
Tablica upamiętniająca żołnierzy Zgrupowania Gurt na Kościele Wszystkich Świętych w Warszawie

IV Zgrupowanie „Gurt” – zgrupowanie Armii Krajowej biorące udział w walkach w okresie powstania warszawskiego w Śródmieściu-Północ. Nazwa grupowania pochodzi od pseudonimu dowódcy kpt. Kazimierza Czapli „Gurt”. 23 września 1944 zgrupowanie zostało przekształcone w 3 batalion 15 Pułku Piechoty „Wilków” AK.

## Geneza zgrupowania
Zgrupowanie powstało w 1943 roku w ramach Okręgu warszawskiego AK. Wraz z 3 batalionem pancernym oraz VI Zgrupowaniem Wojskowej Służby Ochrony Powstania należało do III Rejonu Obwodu Śródmieście.
Oddziały zgrupowania, prowadziły akcje sabotażowe i dywersyjne, głównie na liniach kolejowych. Ważniejsze akcje to:
- spalenie wagonów ze słomą i cysterny z materiałami pędnymi na Dworcu Zachodnim;
- przygotowanie rozpoznania i współudział wykonanym przez Kedyw zamachu 1 marca 1944 na banschutza Karla Schmaltza (zwanego „Panienką”)
- wywiezienie, w czerwcu 1944, broni zmagazynowanej w domu przy ul. Żurawiej 32[1].

W wyniku aresztowań przeprowadzonych przez gestapo na początku czerwca 1944, plany działań powstańczych IV zgrupowania dostały się w ręce nieprzyjaciela. Niemcy obsadzili i uzbroili punkty spodziewanego ataku powstańców.

## Organizacja przed powstaniem
Dowództwo IV Zgrupowania tworzyli:
- Dowódca – por. rez. Kazimierz Czapla „Gurt”;
- Zastępca – ppor. Józef Skowronek „Boruta”;
- Oficer dyspozycyjny – por. Leon Bukłowski „Dworski”;
- Oficer taktyczny por./kpt. Władysław Orlik „Jastrzębski”;
- Oficer bezpieczeństwa i informacji – por. Józef Czarnecki-Tarnopolski „Nikitin”;
- Oficer saperów -kpt. Henryk Kotowski „Jastrzębski”, „Kot”;
- Adiutant – ppor. Edward Nagrodzki „Wesoły”;
- Oficer gospodarczy – kpr. pchor. Jerzy Gniewieski „Pruski”;
- Oficer sanitarny – ppor. lek. Jerzy Teter „Pigoń”;
- Oficer łączności – pchor. Kazimierz Lewaszkiewicz „Lew”.

Zgrupowanie liczyło 1190 żołnierzy. Według innej wersji stan zgrupowania wynosił 2.347 oficerów żołnierzy, z czego 1197 zgłosiło się do oddziałów 1 sierpnia.
Oddziały zorganizowane były w następujących jednostkach:
- obiekt I – Dworzec Główny – dowódca por. rez. Leonard Bukłowski „Dworski”;
  - 1 kompania – dowódca ppor. rez. Tadeusz Gruszczyński „Poraj” (plutony: 146, 153, 193, 1004). Stan kompanii 119 żołnierzy;
  - 2 kompania – dowódca ppor. Marian Jerzy Chudziński „Stach” (plutony: 133,140, 191, 196, pluton art. plot. 568); Stan kompanii 142 żołnierzy;

Oddziały miały opanować obiekt Dworca Głównego wraz z dworcem wojskowym, Fahrpark oraz halę pocztową przy ulicy Chmielnej. Obie kompanie dysponowały 1 granatnikiem PIAT, 1 rkm, 3 Stenami, 1 kb, 8 pistoletów, 40 granatów, 5000 naboi do kb, 6000 naboi do pistoletów, 900 puszek i zapalników do granatów Filipinka oraz 25 kg szedytu.
- obiekt II – Urząd telekomunikacyjny – dowódca ppor. Kazimierz Lewandowski „Tyburski”;
  - 3 kompania – dowódca ppor. Wacław Łukasik „Groźny” (plutony: 144, 145, 152, 187, 195); Kompania liczyła 312 żołnierzy posiadających 1 pistolet maszynowy, 2 rkm, 16 pistoletów i 80 granatów[5].
  - 4 kompania – dowódca ppor. rez. Zbigniew Józef Zegierd-Kom „Wroński” (plutony: 143, 1005 i NN); Kompania dysponowała 11 pistoletami i 40 granatami[5].

Oddziały miały opanować obiekt Urzędu Telekomunikacyjnego wraz z wartownią przy ul. św. Barbary 1, Hotel Polonia, hotel „Centralny”, Frontleitstelle róg Alei Jerozolimskich i ul. Emilii Plater oraz składnicę wojskową przy ul. Pankiewicza 3.
- obiekt III – WIG – Dworzec Pocztowy – Hotel Turystyczny – Dom Kolejowy – dowódca ppor. Henryk Lehman „Wirski”
  - 33 Kompania WSOP – dowódca por. Jan Tomasz Wodziński „Jastrzębski” (plutony: 331, 332, 333); Miała opanować Dom Kolejowy i Dworzec Pocztowy z pozycji szturmowej z ulic Chmielnej i Żelaznej[6];
  - 34 kompania WSOP – dowódca ppor. rez. Józef Konrad Targowski „Wichrocki” (plutony: 341, 342, 343); Miała opanować Wojskowy Instytut Geograficzny z pozycji szturmowej szpitala Dzieciątka Jezus[6];
  - 35 kompania WSOP – dowódca por. rez. Edmund Madeński „Kłos” (plutony: 351, 352, 353). Miała opanować Dom Turystyczny z pozycji szturmowej Dyrekcji Wodociągów i Kanalizacji – róg placu Starynkiewicza.

Kompanie WSOP uzbrojone były w 1 karabin,44 pistolety i 20 granatów.
W utrzymaniu Dworca Pocztowego i Domu Kolejowego z oddziałami WSOP miała współpracować 102 kompania Warszawskiego Batalionu Saperów pod dowództwem por. Władysława Mizielskiego „Piotra” (plutony 54 i 55) z oddziałów Okręgu.

## Udział w powstaniu
1 sierpnia nie powiódł się szturm 1 i 2 kompanii na Dworzec Główny. Plutony  133, 191 i 196 z 2 kompanii obsadziły domy przy ul. Chmielnej od 56 do 62, zaś1 kompania budynki przy ul. Chmielnej od 64 do 74. Spalono jedynie baraki hali pocztowej przy ul. Chmielna 53 oraz drewnianą halę dworca dla żołnierzy niemieckich na rogu Al. Jerozolimskich i ul. Marszałkowskiej.
3 kompania nie zaatakowała Urzędu Telekomunikacyjnego z braku broni. Pluton 187 uległ rozproszeniu, pluton 195 przyłączył się do batalionu „Iwo”. Pozostali żołnierze z dowódcą kompanii zgromadzili się w kamienicy ul. Widok 24 a 2 sierpnia w składzie 2 oficerów i 78 żołnierzy dołączyli do zgrupowania. Część 4 kompanii przed godz. 17.00 została zatrzymana w okolicach ulicy Grzybowskiej (z czego część rozstrzelano na miejscu).
Żołnierze z 34 kompanii WSOP zdobyli budynek Wojskowego Instytutu Geograficznego. Część 35 kompanii WSOP bez uzbrojenia przeszła na drugą stronę alei Jerozolimskich. Pluton 353 zdobył Dom Turystyczny na placu Starynkiewicza i został włączony do oddziału „Chrobry II”. Żołnierze 331 plutonu z 33 kompanii WSOP w nocy 1 sierpnia zdobyli teren Domu Kolejowego, wycofując się z niego nad ranem.
2 sierpnia zdobyto hotel „Astoria” i budynek Urzędu Probierczego przy ul. Złotej 22. W toku dalszych walk zdobyto warsztaty PKP przy ul. Chmielnej.
5 sierpnia zdobyto wykop kolejowy od Dworca Głównego do ul. Żelaznej. Zdobyto dużą ilość broni i amunicji, wyeliminowano z walki niemiecki pociąg. Tego dnia do 2 kompanii włączono pluton z 33 kompanii WSOP otrzymując numer 196, 35 kompania WSOP(bez plutonu 353) przemianowana została na 4 kompanię.
Oddziały zgrupowania współdziałały w zdobywaniu PAST-y przy ul. Zielnej 37/39, koszar granatowej policji przy ul. Ciepłej, Hali Mirowskiej i budynku restauracji „Żywiec”, który wielokrotnie przechodził z rąk do rąk.
Mimo zmasowanych ataków nieprzyjaciela, oddziały „Gurta” utrzymały wyznaczone pozycje uniemożliwiając połączenie się niemieckich oddziałów z Ogrodu Saskiego z oddziałami w Alejach Jerozolimskich.

## Ordre de Bataille
Od 2 sierpnia skład Zgrupowania ukształtował się następująco:
- 1 Kompania – dowódca ppor. rez. Tadeusz Gruszczyński „Poraj”, od 12 września kpt. Stanisław Tomaszewski „Jednorożec”
- 2 Kompania – dowódca ppor. Marian Jerzy Chudziński „Stach”
- 3 Kompania – dowódca ppor. Wacław Łukasik „Groźny”
- 4 kompania – dowódca por. Edmund Madeński „Kłos”
- 2 Harcerska bateria artylerii przeciwlotniczej „Żbik” – dowódca ppor. Zdzisław Szczepański „Żuk”